# Wydad Athletic Serghini d'El Kalaâ (handball)
Le Wydad Athletic Serghini d'El Kalaâ Handball (ou WASK Handball) est un club de handball marocain basé dans la ville d'El Kelaâ des Sraghna et évoluant  dans le Championnat marocain.